# AntenaPlay
AntenaPLAY este platforma online a trustului Antena TV Group și difuzează toate canalele TV în direct și emisiuni în sistem video on demand (VOD - emisiunile pot fi urmărite în ediții integrale după ce au fost difuzate la TV). Platforma funcționează pe baza unui abonament lunar care se poate plăti prin mai multe metode de plată: card, SMS, PayPal și prin aplicațiile din iTunes Store și magazinul Google Play. Abonații au acces la tot conținutul video din platformă: canalele LIVE, toate emisiunile înregistrate în ediții integrale, seriale (coreene, europene, etc), filme, competiții sportive.

## Istoric
AntenaPLAY a fost lansată în iulie 2013, ca o extensie spre online a brandului Antena TV Group. Încă de la lansare, platforma a oferit utilizatorilor săi o gamă largă de opțiuni de emisiuni TV de divertisment, filme, seriale, știri. La 23 noiembrie 2016 AntenaPLAY și-a schimbat sigla. Din 2019 AntenaPLAY și-a extins conținutul adăugând producții originale difuzate exclusiv online.

## Conținut
Pe platforma online AntenaPLAY se difuzează toate canalele TV ale trustului (Antena 1, Antena Stars, Antena 3 CNN, Antena Internațional, Happy Channel, ZU TV), trei canale cu conținut video exclusiv (Antena Monden, Comedy play, Cook&Play) și emisiunile TV în ediții integrale difuzate la toate posturile, în sistem video on demand (VOD). Emisiunile sunt încărcate imediat după difuzarea acestora pe TV. Conținutul poate fi urmărit de pe orice dispozitiv: calculator, laptop, tabletă, smartphone sau smart TV.
De asemenea sunt disponibile numeroase posturi TV naționale sau locale între care posturile publice (TVR 1, TVR 2, TVR Sport) sau posturi must-carry.

## Conținut exclusiv
Din 2019 AntenaPLAY și-a extins conținutul adăugând emisiuni și seriale disponibile exclusiv online inclusiv cele de pe site-ul de divertisment a1.ro.

### Producții originale
Emisiuni
- Adela: Tot ce nu se vede
- Antitalent - Extra show
- as.ro LIVE
- Asia mai târziu
- BeautiFood
- Burlacul: Destăinuiri
- Coffee Break
- De Speak firu-n patru în Asia Express
- Interviurile Asia Express
- Interviurile lui Marius Pancu
- iUmor-extra show
- Îs geană pi tini
- Jurnal de Asia
- Pleosc! Vedete la apă
- Podcasturile Observator
- Roată vedetelor
- Observator exclusiv
- Scena misterelor - Extra show
- Un an de pandemie
- Unu la 1

Scurtmetraje
- Întrebări de NErăspuns
- Jurnal Chefi fără limite
- Speak la cuțite

### Producții achiziționate
Emisiuni
- Ask dr. Nandi
- Dulce și condimentat (Sugar&Spice)

Seriale
- Sclava albă (La sclava Blanca)
- Păstrează-ți speranța (Keeping Faith)
- Brassic
- 15 Zile (15 Days)
- Valkyrien
- The Murders
- Viața secretă a secretarei mele (The Secret Life of My Secretary)

Transmisiuni sportive
- Formula 1
- Formula 2
- Formula 3
- Liga Portugheză
- Superliga Greciei
- NBA
- NHL

## Disponibiliate
Producțiile care au la bază un format internațional, filmele artistice, anumite competiții sportive și emisiuni, nu pot fi urmărite din afara României, deoarece AntenaPLAY nu deține drepturi de difuzare pentru online pentru acestea. Restul producțiilor cu format original se pot urmări de oriunde, atât pe fluxul live cât și în sistem VOD. 

## Canale
Canale TV
- Antena 1 HD
- Antena Stars HD
- Antena 3 CNN HD
- Antena Internațional HD
- Happy Channel HD
- ZU TV HD
- TVR 1
- TVR 2
- TVR Sport
- Kanal D2
- Național TV
- Național 24 Plus
- Etno TV
- Metropola TV
- România TV
- Realitatea Plus
- Euronews România
- Aleph News
- Atomic TV
- Magic TV
- Rock TV
- Trinitas TV

Canale online
- Comedy Play
- Cook&Play
- Antena Monden
- Mireasa
- Mireasa+

### Canale scoase din platformă
Canale TV
- Disney Channel
- Disney Junior
- GSP TV HD

Canale online
- Mireasă pentru fiul meu
- Antena News
- Antena TV Novela